# Pital
Pital – miasto w Kolumbii, w departamencie Huila.